# Atrypida

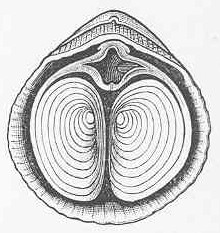
Schematyczny rysunek wnętrza ramienionoga z rzędu Atrypida (widok od strony skorupki grzbietowej); widoczne dorsalnie skierowane spiralium.

Atrypida – wymarły rząd ramienionogów, którego cechą charakterystyczną jest szkielet lofoforu (brachidium w formie spiraliów) skierowany do środka muszli (medialnie) lub w kierunku skorupki grzbietowej (dorsalnie). Przedstawiciele tego rzędu występują od ordowiku do dewonu.

## Cechy charakterystyczne, systematyka i nomenklatura
Atrypida należą do podtypu Rhynchonelliformea, odpowiadającego w przybliżeniu dawniej wyróżnianej gromadzie ramienionogów zawiasowych (Articulata), którego przedstawiciele odznaczają się wapienną muszlą i obecnością zawiasów. W obrębie tego podtypu należą do gromady Rhynchonellata, wyróżnianej na podstawie mikrostruktury muszli.
Rząd Atrypida odznacza się dorsalnym lub medialnym ułożeniem spiralium (spiralnego wapiennego szkieletu podtrzymującego lofofor). Dawniej uważano, że wszystkie ramienionogi posiadające spiralium są blisko spokrewnione i zaliczano je do rzędu Spiriferida (w tym obecny rząd Atrypida w randze nadrodziny Atrypacea), natomiast według nowszych danych wapienny szkielet lofoforu powstał kilka razy niezależnie, co odzwierciedla podział dawnego rzędu Spiriferida [s.l.] na rzędy Spiriferida [s.s.], Spiriferinida, Atrypida i Athyridida.
Nazwa rzędu pochodzi od rodzaju Atrypa Dalman, 1828, którego nazwę z kolei utworzono od greckiego słowa τρῦπα (dziura), poprzedzonego przedrostkiem ἀ-, wyrażającym zaprzeczenie, ponieważ u dorosłych przedstawicieli tego rodzaju nóżka i otwór nóżkowy zanikają. Należy jednak mieć na uwadze, że pod tym względem Atrypa jest raczej wyjątkiem wśród atrypidów.
Znanym badaczem atrypidów był Paul Copper.

## Występowanie

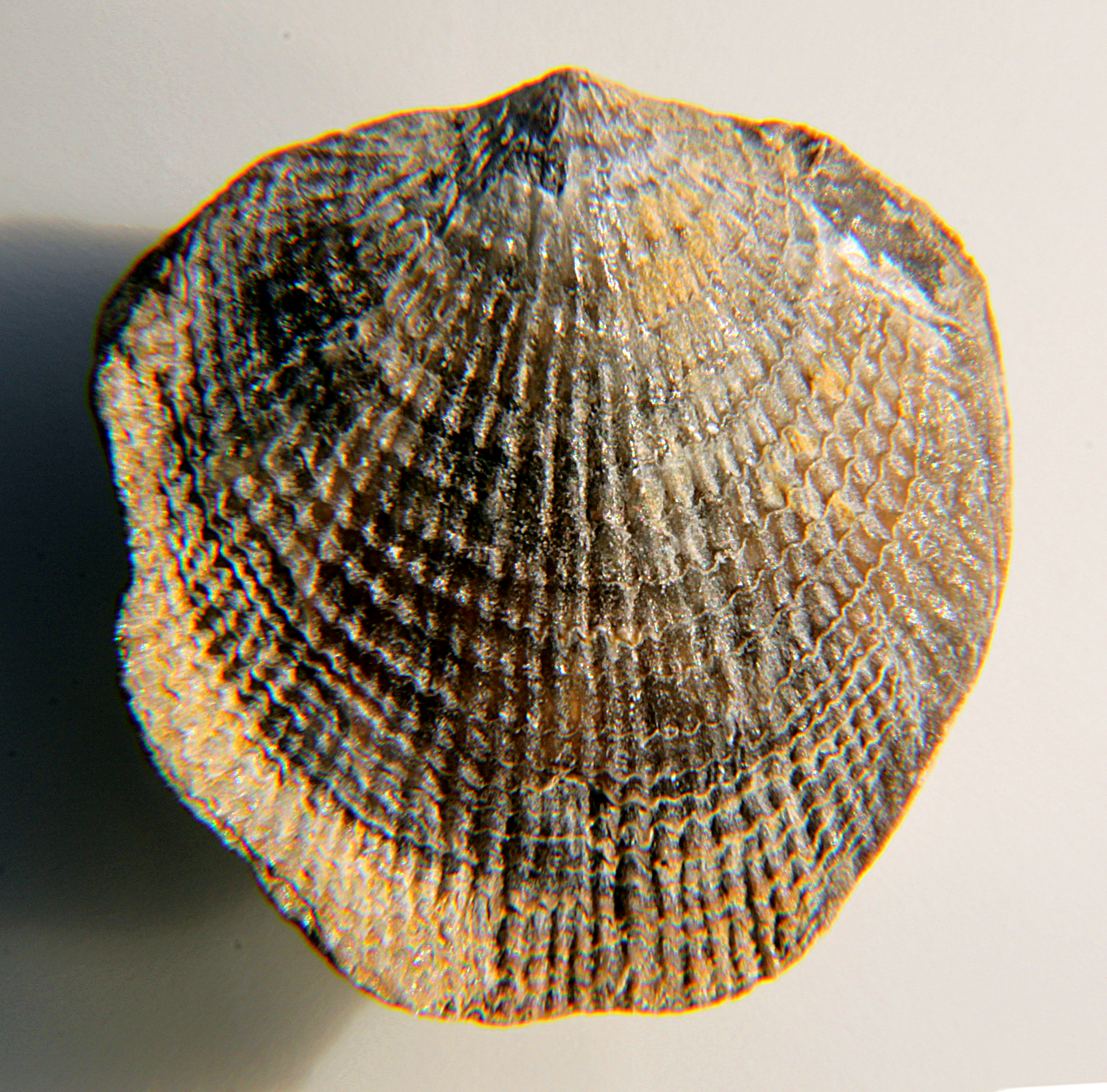
Atrypa (Planatrypa) sp. ze środkowego dewonu gór Eifel w Niemczech; widok muszli od strony skorupki brzusznej (nóżkowej)

Najstarsze atrypidy znane są ze środkowego ordowiku Kazachstanu, a ostatni przedstawiciele rzędu padli ofiarą wymierania na granicy fran–famen.
W sylurze i dewonie (z wyjątkiem famenu) atrypidy należą do częstych skamieniałości. Szczególnie bogate i dobrze rozpoznane są fauny sylurskie Gotlandii oraz pogranicza Anglii i Walii. Tytułem przykładu spomiędzy innych bogatych zespołów atrypidów można wymienić fauny dewonu stanu Iowa, Arktyki kanadyjskiej, Zakaukazia, niecki Barrandienu w Czechach oraz gór Eifel.
Dawniej uważano, iż gatunek Atrypa reticularis (Linnaeus, 1758) jest bardzo zmienny i posiada bardzo długi zasięg stratygraficzny (sylur i dewon). W rzeczywistości chodzi tu o liczne pozornie podobne gatunki, rodzaje, a nawet rodziny.
W Polsce atrypidy znane są przede wszystkim z dewonu Gór Świętokrzyskich, a ponadto z syluru tego samego regionu oraz dewonu Antykliny Dębnika i Sudetów. Z Polski (z okolic Górna w Górach Świętokrzyskich) znana jest też Davidsonia enmerkaris Halamski in Baliński, Halamski & Racki, 2016, najmłodszy na świecie (dolnofrański) przedstawiciel podrzędu Davidsoniina Copper, 1996.